# Lustgarten (Potsdam)

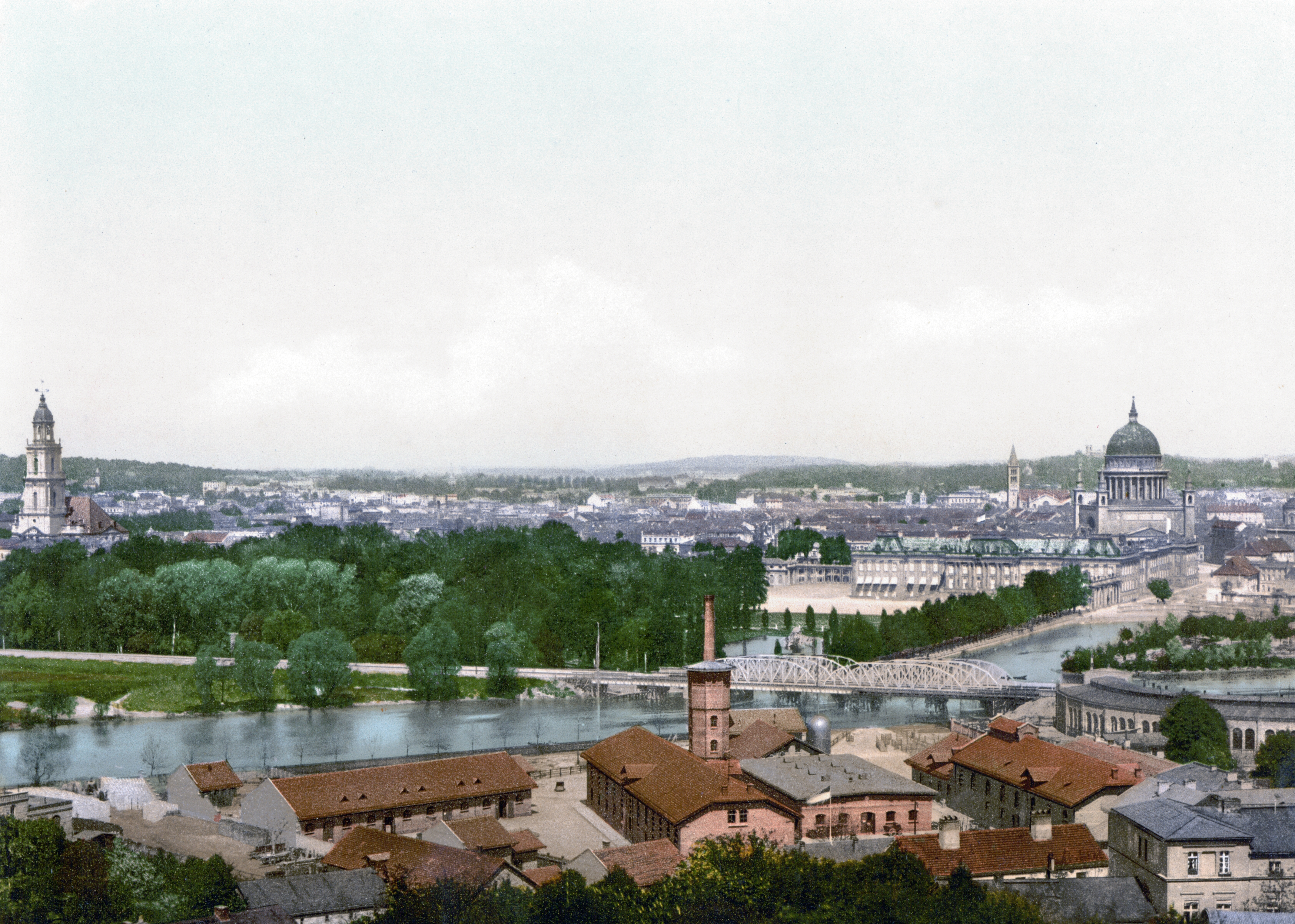
Blick vom Brauhausberg auf den Lustgarten und das Stadtschloss, um 1900

Der Lustgarten war die älteste Gartenanlage in Potsdam. Seine damalige Fläche wird von der Breiten Straße mit dem  Marstall im Norden, der Havel im Osten, dem Bahndamm im Süden und dem Innenministerium im Westen umrahmt. Als Barockgarten unter dem Großen Kurfürsten Friedrich Wilhelm für das Stadtschloss geschaffen und unter König Friedrich Wilhelm I. zur Hälfte in eine Exerzierfläche verwandelt, wurde das Übrige durch Friedrich II. und 1829 von Peter Joseph Lenné umgestaltet. Nach dem Zweiten Weltkrieg wurde der beschädigte Lustgarten mit dem Ernst-Thälmann-Stadions und später mit dem Interhotel Potsdam überbaut. Anlässlich der Bundesgartenschau 2001 wurde nach dem ersatzlosen Abriss des Stadions der größtenteils versiegelte Neue Lustgarten als Veranstaltungsfläche angelegt.

## Geschichte

### Ursprünge

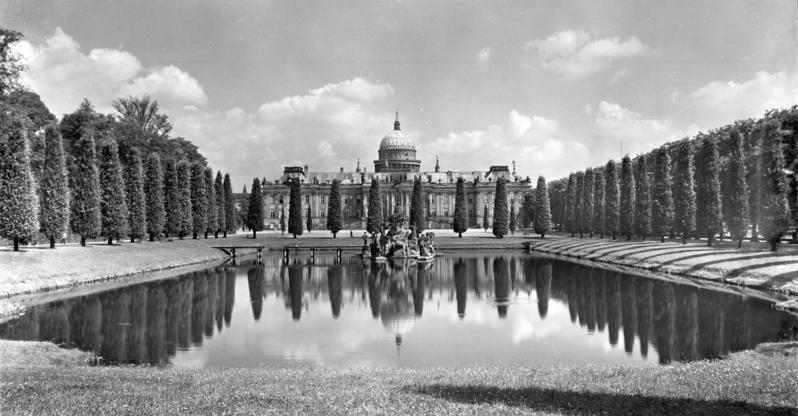
Blick über das Neptunbassin zum Stadtschloss, dahinter die Nikolaikirche, vor 1945

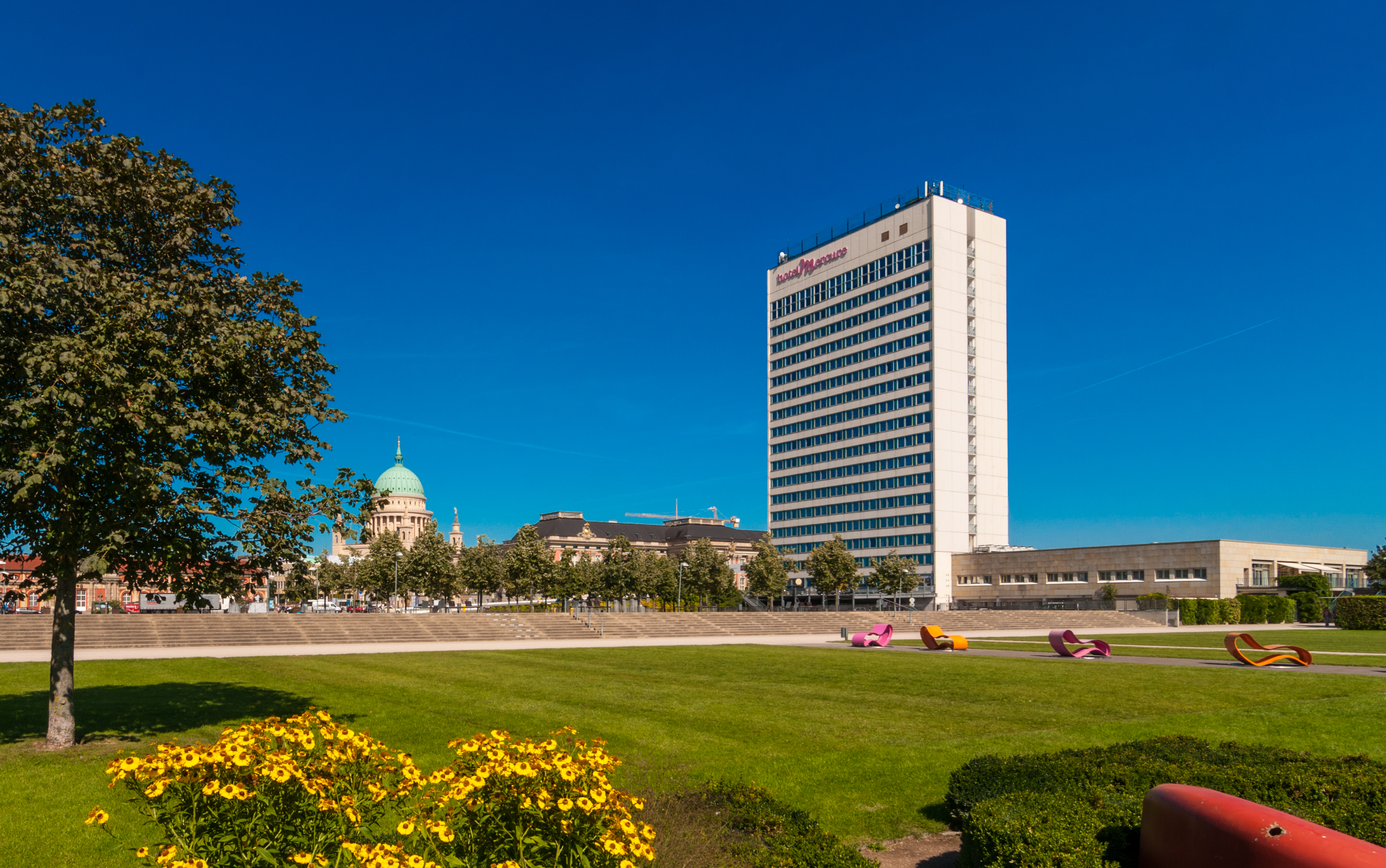
Der Lustgarten im Jahr 2017 vor dem Hotelhochhaus, dahinter verdeckt das Stadtschloss und die Nikolaikirche

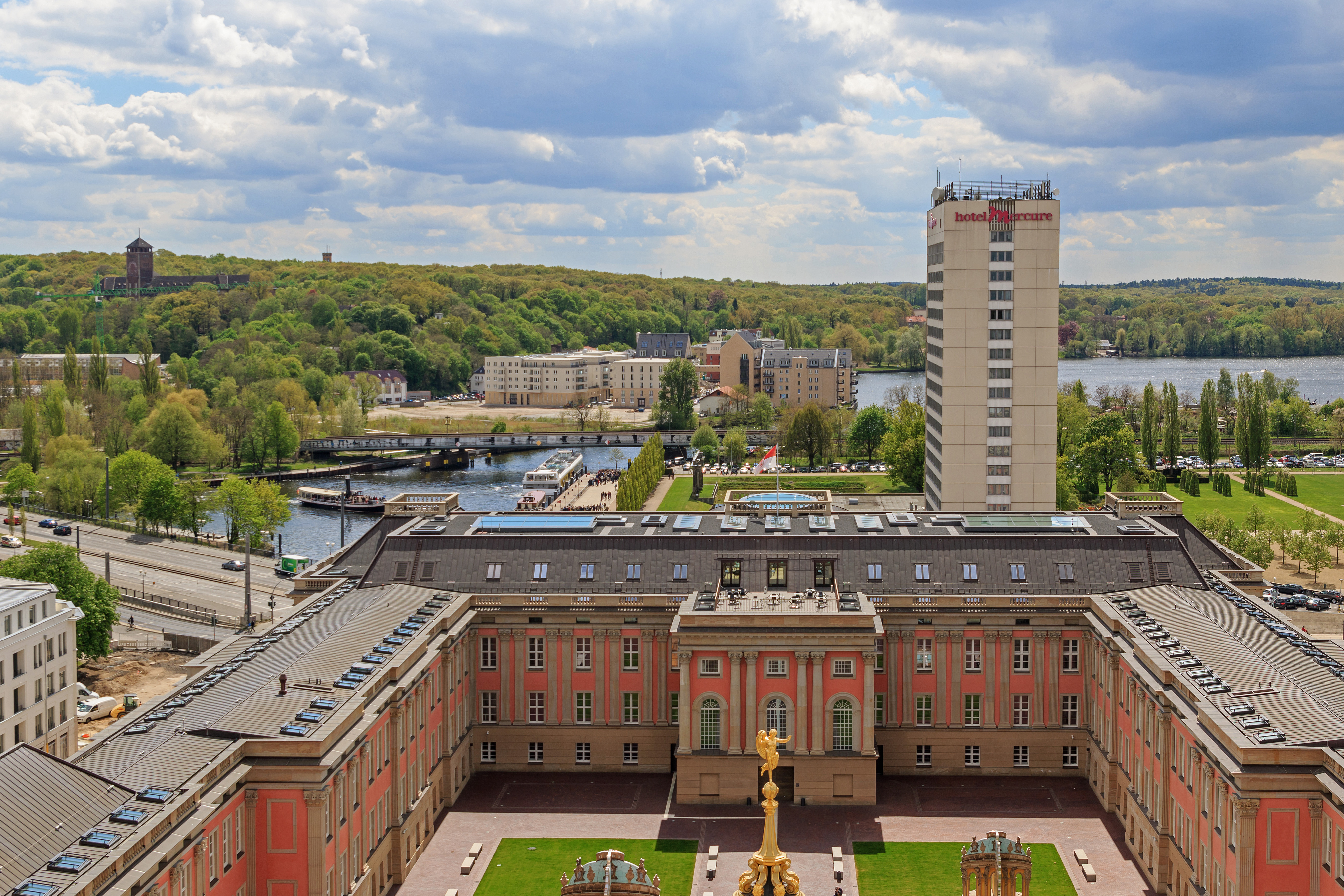
Blick über das Stadtschloss auf den Lustgarten und den Brauhausberg

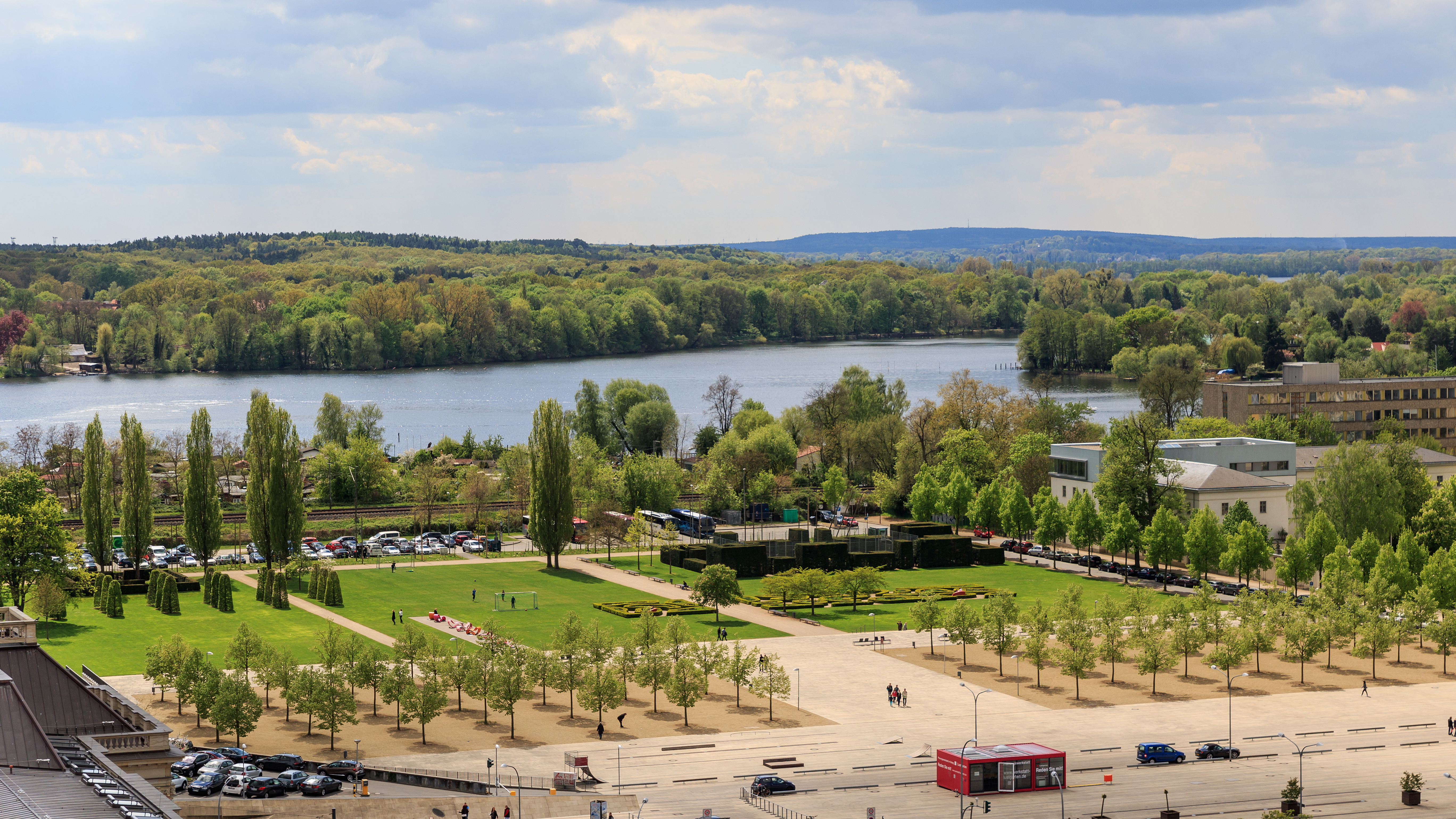
Blick von der Nikolaikirche auf den Lustgarten und die Havel

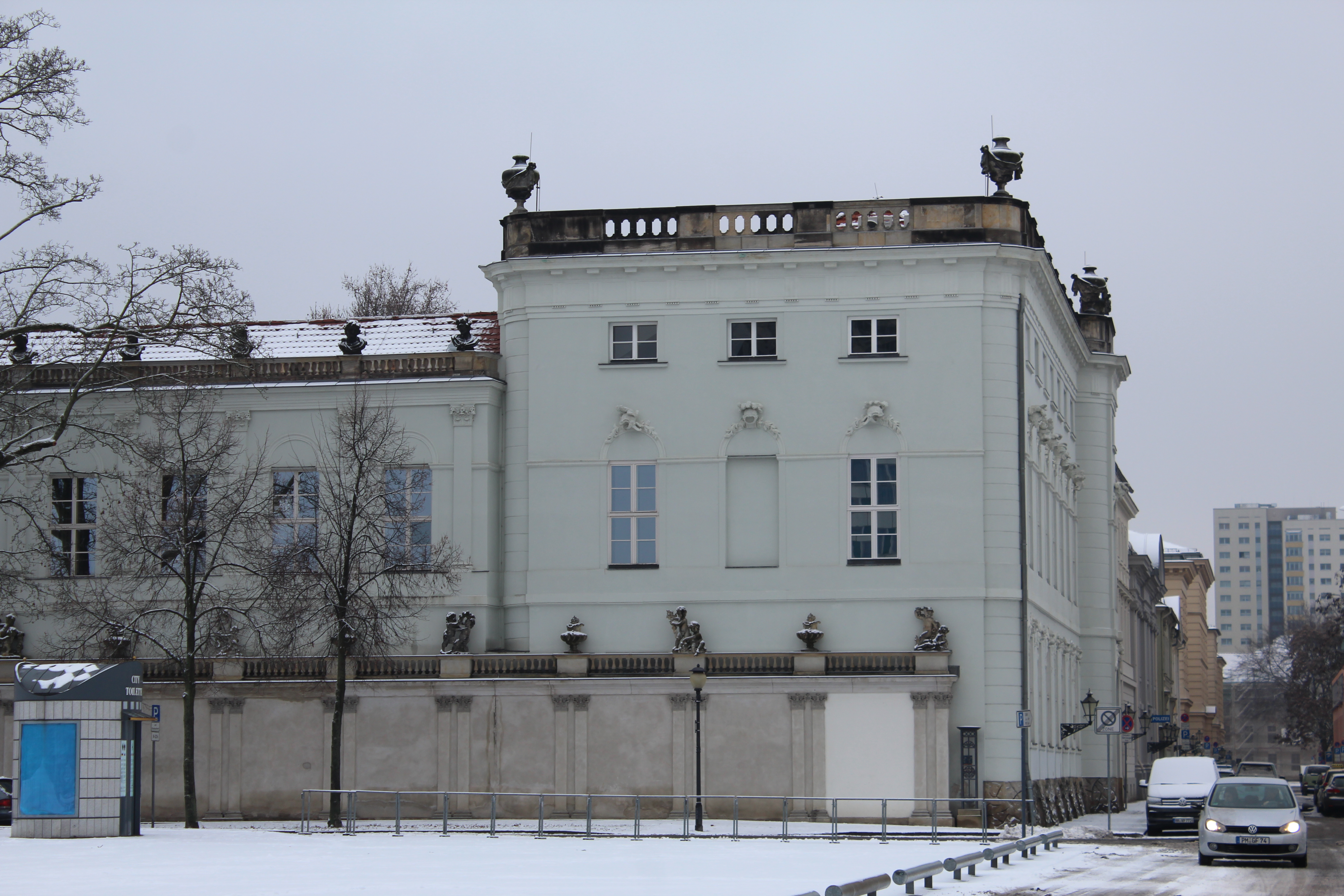
Das Haus Schloßstraße 13 mit der davor liegenden Ummauerung des Lustgartens

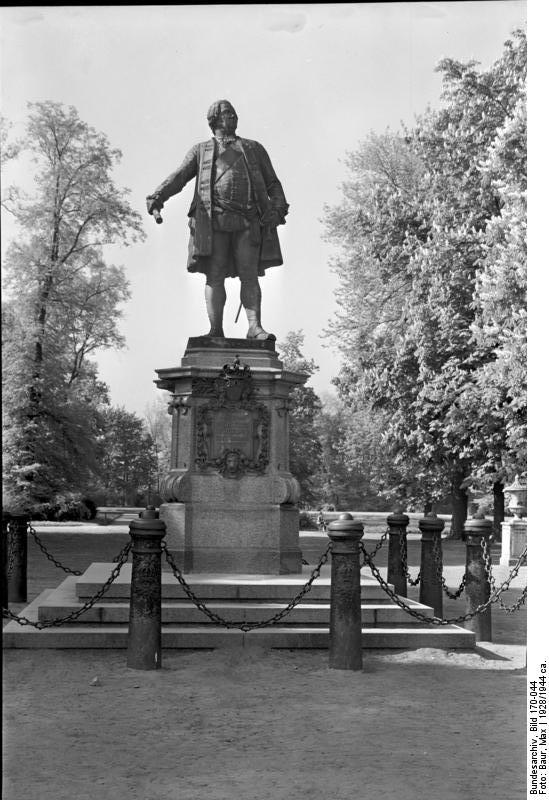
Denkmal Friedrich Wilhelms I. gegenüber dem Marstall, vor 1945

Der Garten wurde 1589 erstmals urkundlich erwähnt. Der älteste Plan zeigt auf einer dreieckigen Fläche an der Havel einen Renaissancegarten, der zu dem 1598/99 erbauten Schloss der Kurfürstin Katharina gehörte, aus dem später der Lustgartenflügel des Stadtschlosses hervorging. Unter dem Großen Kurfürsten Friedrich Wilhelm von Brandenburg wurde der Lustgarten ab 1660 nach Süden und Westen nach Plänen von Johann Gregor Memhardt erweitert und durch Aufschüttungen am Fluss in eine rechteckige Form gebracht. Vermutlich wirkte hierbei der Statthalter Johann Moritz von Nassau-Siegen mit, der den Kurfürsten in Bau- und Gartenfragen beriet. Als Vorbild dienten dem Großen Kurfürsten die damals modernsten Gartenanlagen Frankreichs in Versailles, mit denen er mit dem in denselben Jahren begonnenen Erweiterungen des Gartens Schritt halten wollte.
Der Lustgarten war Teil eines Ensembles aus Stadtschloss, Pomeranzenhaus, Altem Markt und Havelufer. Seine Hauptachse bildete die Verlängerung der Hauptachse des Schlosses bis zur Havel und zum Brauhausberg. Als nördliche Begrenzung zur Stadt ließ der Kurfürst 1685 das langgestreckte Pomeranzenhaus (später Marstall und Filmmuseum) erbauen. Dahinter befand sich bis Anfang des 18. Jahrhunderts braches Sumpfland als natürliche Stadtgrenze, in dem sich Fischer in der Siedlung Kietz niedergelassen hatten (südlich der heutigen Breiten Straße, stadtauswärts, im Bereich der südlichen Dortustraße und Kiezstraße). Nach Süden und Osten war er offen zu Havel. Der Garten bestand aus den für einen barocken Lustgarten typischen drei Teilen, dem Broderieparterre am Schloss, einem westlich davon gelegenen Nutzgarten und dem Boskett im Südwesten mit einem großen Bassin in der Mitte.
Auf der anderen Seite der Havel wurde ein sechsstrahliger Wegestern im Tiergarten angelegt. Hier war der zehnstrahlige Achsenstern Vorbild, den Johann Moritz 1665 bei Kleve geschaffen hatte. Eine der Achsen war auf das Stadtschloss gerichtet. Eine weitere Sichtachse bildete eine große Allee von der Südwestfassade des Schlosses über die heutige Breite Straße auf den heutigen Ehrenpfortenberg. Sie wurde wahrscheinlich 1668 mit Eichen bepflanzt.

### Friedrich I.
Unter Friedrich I. erfolgte um 1695 eine erneute Umgestaltung und Erweiterung. Das Broderieparterre wurde in die Havel hinaus verlängert, und im Anschluss entstand ein Hafenbecken für Lustschiffe, das spätere Neptunbassin. Zwischen 1698 und 1701 wurde eine für Wagen befahrbare doppelläufige Rampe erbaut, die die bisher fehlende Verbindung vom Marmorsaal in das Parterre herstellte, die später wegen ihres Rasenbelags so genannte Grüne Treppe. In dieser Zeit entstand eine Reihe ehrgeiziger Entwürfe verschiedener, im Wettbewerb miteinander stehender Künstler für den Lustgarten und die Kaskadenanlage gegenüber am Brauhausberg. Diese Projekte blieben infolge des Todes des Königs 1713 unvollendet.

### Friedrich Wilhelm I. und Friedrich II.
Der Soldatenkönig Friedrich Wilhelm I. ließ 1714 die Parterres als Exerzierplatz einebnen, und das Pomeranzenhaus zum Marstall für Pferde umbauen. Die übrigen Gartenteile blieben erhalten und er legte einen Küchen- und Lustgarten im Marlygarten an. Sein Sohn Friedrich II. gestaltete 1746 bis 1751 die verbliebenen südlichen Gartenteile mit großem finanziellen Aufwand (insgesamt 90.458 Reichstaler ohne die Kolonnaden) weiter aus. Das Havelufer wurde mit massiven Mauern und Balustraden versehen, auf denen Putten und Vasen standen. Das Hafenbecken erhielt ebenfalls eine steinerne Einfassung, ringsum vergoldete Vasen und in der Mitte eine vergoldete Neptungruppe. Ein heute nicht mehr vorhandener Ersatzbau für die Orangerie entstand 1744. Das Boskett wurde durch Treillagen sowie zahlreiche Plastiken aus Marmor und vergoldetem Blei geschmückt, außerdem standen die Pomeranzenbäume in dem größten Boskettsaal. Das ehemalige Parterre diente weiterhin der Garnison zum Exerzieren und Paradieren. Georg Wenzeslaus von Knobelsdorff gab dem Lustgarten 1745/46 durch Errichtung zweier Kolonnaden auf beiden Seiten des Schlosses einen transparenten räumlichen Abschluss zur Stadt und zur Havel. Wegen der darin aufgestellten Skulpturengruppen hießen sie die Ringer- und die Fechterkolonnade.

### 1800 bis 1945
Die aufwändigen Anlagen Friedrichs des Großen konnten auf Dauer nicht erhalten werden. Um 1800 erfolgten erste Vereinfachungen und landschaftliche Umgestaltungen durch Johann August Eyserbeck, und am Neptunbecken wurden Säulenpappeln gepflanzt. Im Jahr 1819 erfolgten weitere landschaftliche Umgestaltungen im Boskett nach Plänen Peter Joseph Lennés. Die Hauptalleen blieben aber erhalten.
Der Bau der Potsdam-Magdeburger-Eisenbahn 1846 drohte den Lustgarten zu beeinträchtigen. Friedrich Wilhelm IV. gab jedoch schließlich seinen Widerstand auf, und die Bahn wurde auf einem niedrigen Damm am Südrand des Gartens entlanggeführt, da eine Streckenführung über den Tornow nicht finanzierbar war. Im Lustgarten erinnerte gegenüber dem Marstall ab 1885 ein Standbild von Karl Hilgers an Friedrich Wilhelm I. Dabei handelte es sich um eine Bronzekopie des Originals in der Ruhmeshalle Berlin, das heute im Garten der Burg Hohenzollern steht. Das unbeschädigte Denkmal wurde nach dem Zweiten Weltkrieg demontiert und 1950 auf Anordnung der Brandenburgischen Landesregierung als Buntmetallschrott zusammen mit anderen Potsdamer Bronzestandbildern eingeschmolzen. Vermutlich 1886 wurden die Säulenpappeln am Neptunbecken durch Säuleneichen ersetzt. Nach dem Bau einer neuen Eisenbahnbrücke über die Havel 1903  wurde der Bahndamm erhöht. Seitdem riegelt der Bahndamm den Lustgarten räumlich von dem Fluss ab. Der Verbindungskanal zwischen Havel und Neptunbecken bestand bis zu dessen Zuschüttung, jedoch gab es Probleme mit dem Wasseraustausch. In dieser Form bestand der Lustgarten bis 1945 nahezu unverändert.

### Ab 1945
Unmittelbar nach dem Zweiten Weltkrieg wurde der beschädigte Lustgarten durch den Bau des Ernst-Thälmann-Stadions im Bereich des Bosketts und des Parade- und Exerzierplatzes als ersten großen Sportstättenneubau in Deutschland nach dem Ende des Zweiten Weltkriegs großflächig überbaut. In den Jahren der DDR führte auf Initiative der SED die Errichtung eines „neuen sozialistischen Stadtzentrum“ zu weiteren einschneidenden Veränderungen. Das 1945 ausgebrannte Stadtschloss wurde 1960 gesprengt, um nach den „revolutionären Traditionen der Potsdamer Arbeiter das sozialistische Zentrum zu einem Karl-Liebknecht-Forum zu gestalten“. Die freigewordene Fläche war zuerst für den Standort des Karl-Liebknecht-Forum vorgesehen. Das klassizistische schmiedeeiserne Gitter, das den Lustgarten nach Westen abschloss, wurde entfernt und später eingeschmolzen und das noch erhaltene Neptunbassin mitsamt der wenig beschädigten Neptungruppe zugeschüttet. Das im ehemaligen Broderieparterre 1969 fertiggestellte Interhotel übernahm an Stelle der zuvor gesprengten Garnisonkirche die Rolle der Höhendominante im Stadtbild. Ein nur wenig beschädigter Teil der Ringerkolonnaden mit Giebelrelief, Kapitellen und Putten des Schlosses wurde 1970 im Rest des Lustgartens am direkt angrenzenden, neuerrichteten Hafen aufgerichtet. Mit dem Ausbau der damaligen Wilhelm-Külz-Straße/heutigen Breite Straße entstand von 1979 bis 1982 an dieser Stelle das Karl-Liebknecht-Forum mit der Plastik Herz und Flamme der Revolution von Theo Balden und Mosaiken von Kurt-Hermann Kühn als Auftakt für eine repräsentative sozialistische Magistrale im Stadtzentrum.
Anlässlich der Bundesgartenschau 2001 wurde das Ernst-Thälmann-Stadion ersatzlos als Sportfläche abgerissen und der Neue Lustgarten in Anlehnung an die historische Formgebung neu gestaltet. Ein Großteil des Lustgartens wurde speziell für Volksfeste, Jahrmärkte und Messen versiegelt und erhielt hierfür helle Betonplatten als Untergrund. Dabei wurden die Ringerkolonnade und das Neptunbassin restauriert, wobei nur ein kleiner Teil der ursprünglich dafür verwendeten Figuren wieder aufgefunden werden konnte. Daneben fand das Denkmalensemble des Karl-Liebknecht-Forums einen neuen Platz. Am Havelufer und Fuße des Hotel Mercure kam es zur vollständigen Erneuerung der Schiffsanlegestelle mit Hafengebäude und Kaianlage sowie der Gastronomie- und Servicebereichen.

## Galerie

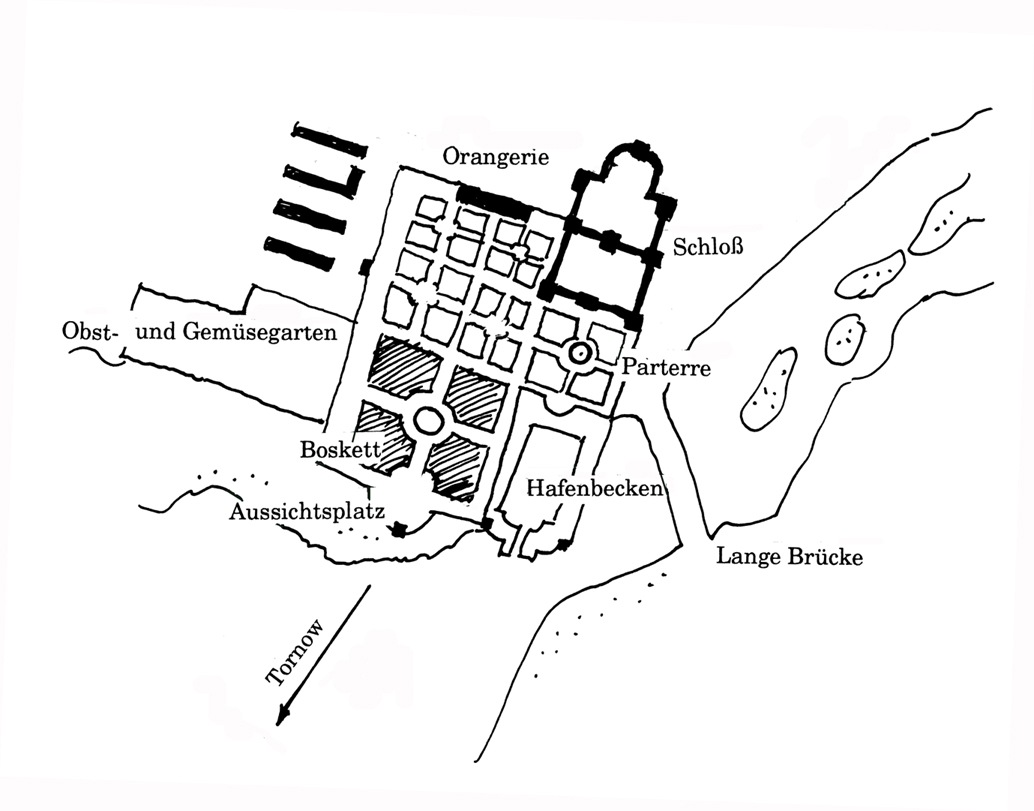
Plan des Lustgartens um 1700
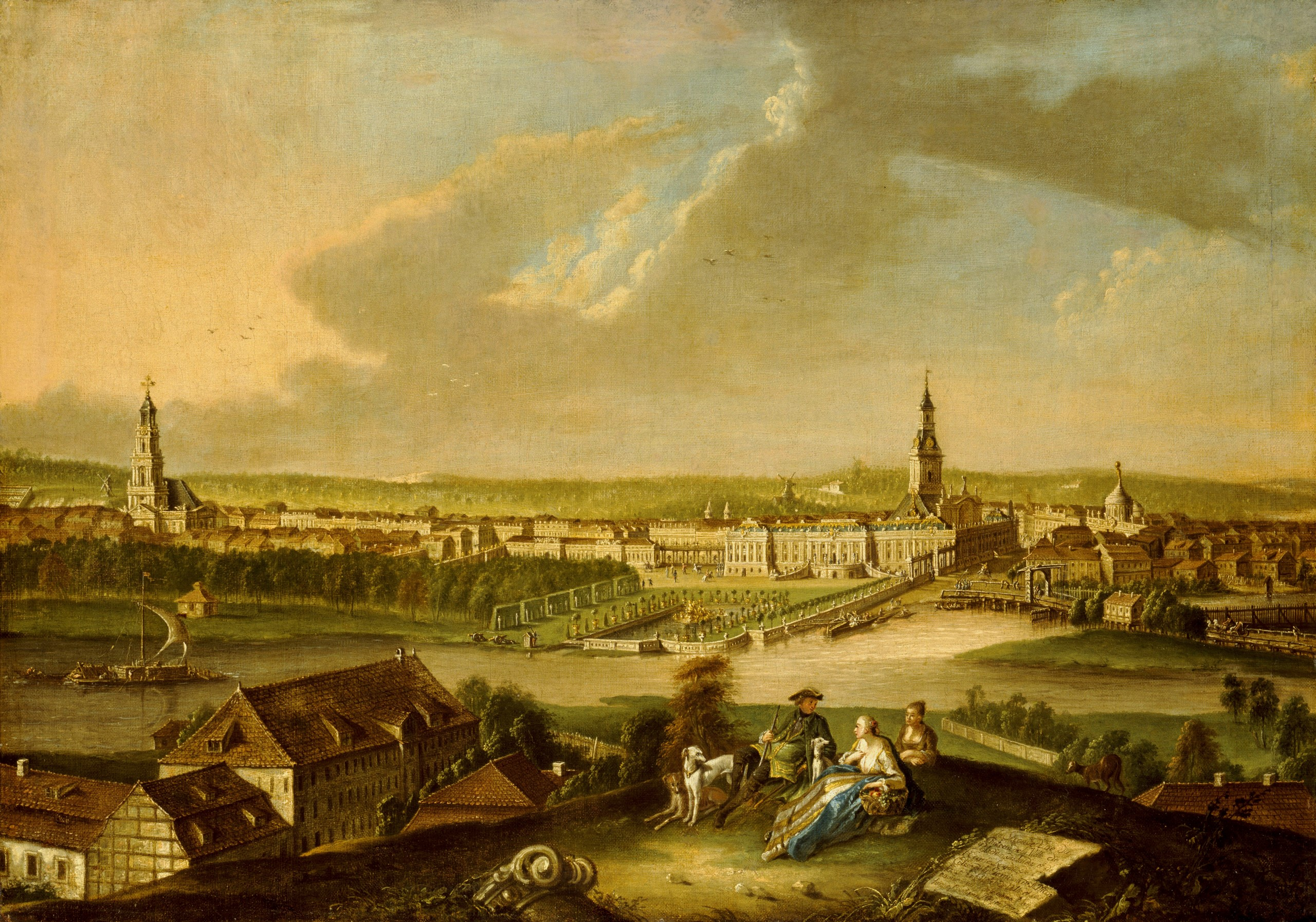
Potsdam, Ansicht vom Brauhausberg, Gemälde von Johann Friedrich Meyer, 1772
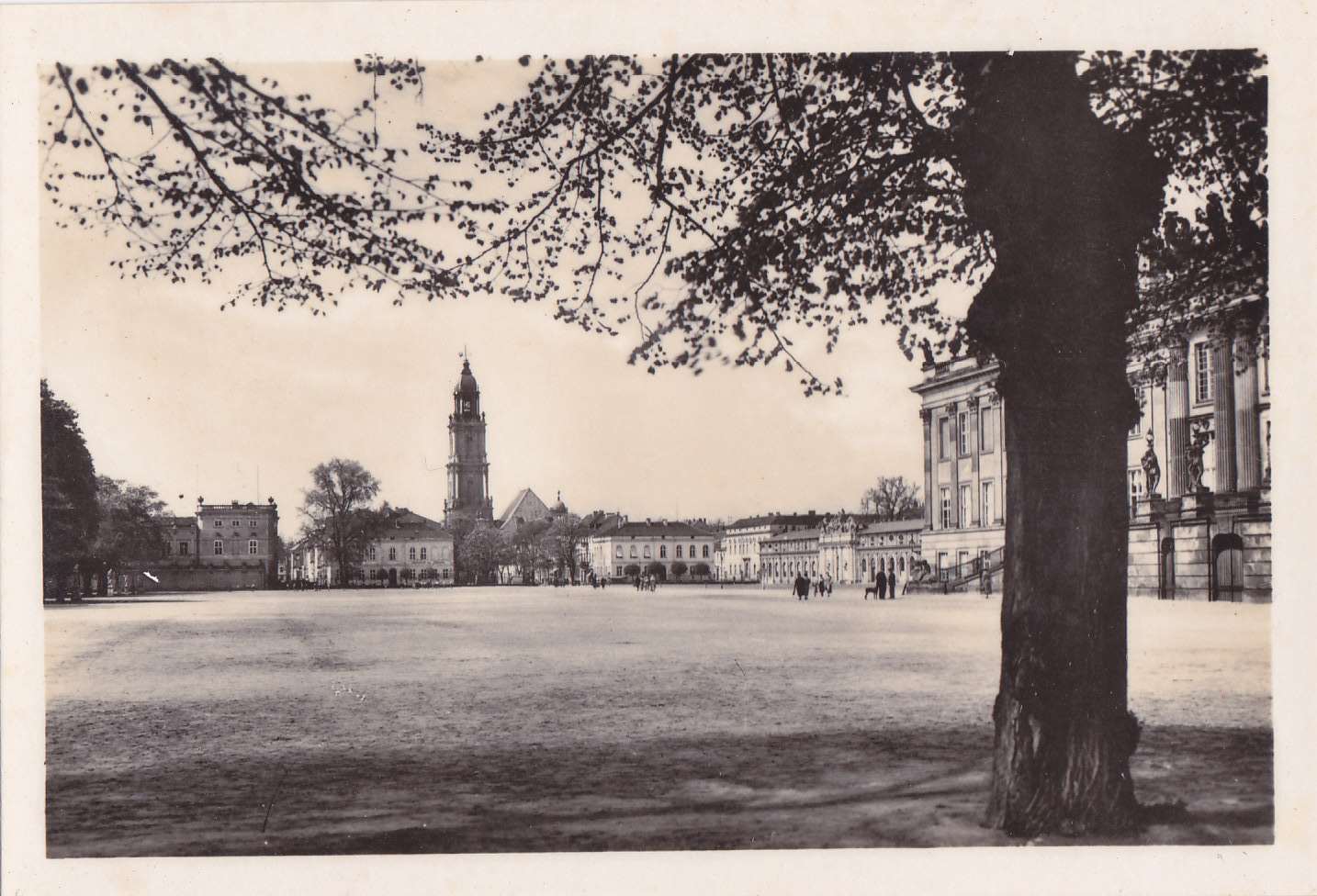
Blick vom Lustgarten zur Garnisonkirche, vor 1945
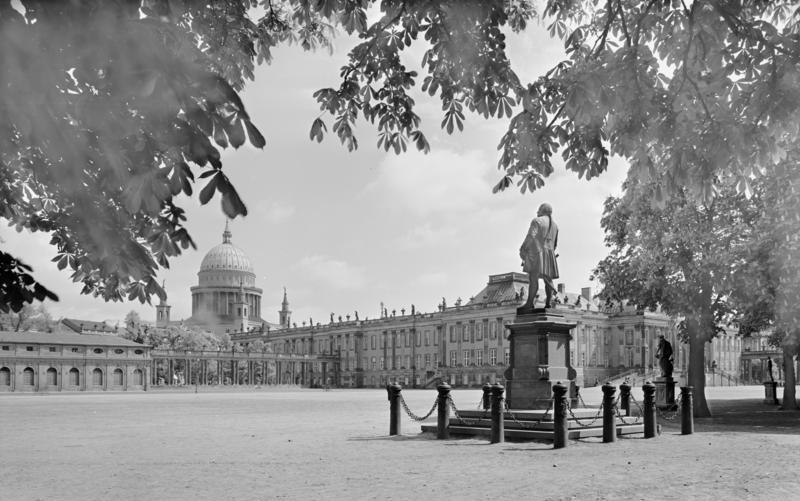
Denkmal Friedrich Wilhelms I. (1950 eingeschmolzen)
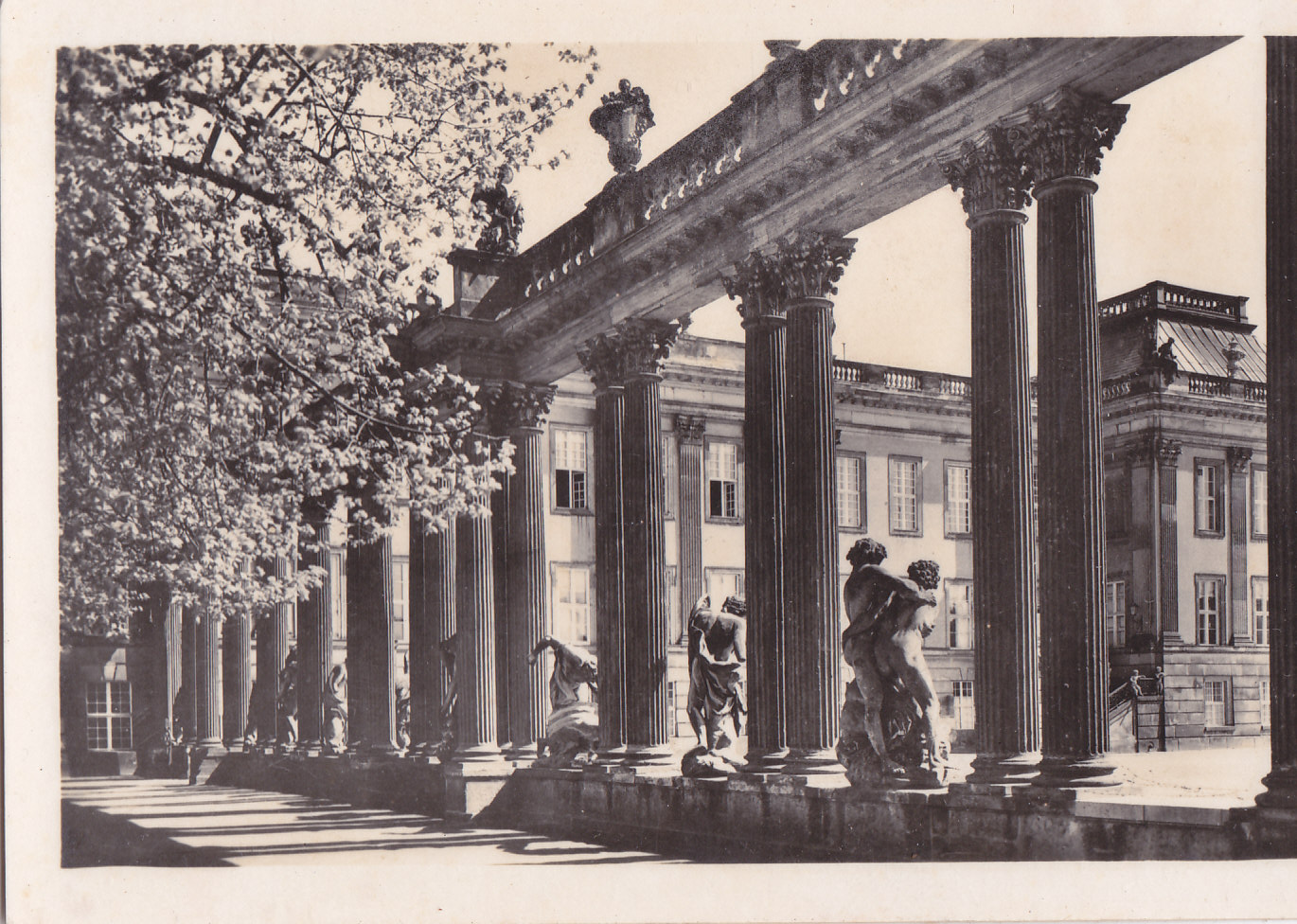
Ringerkolonnade zwischen Stadtschloss und Marstall, vor 1945
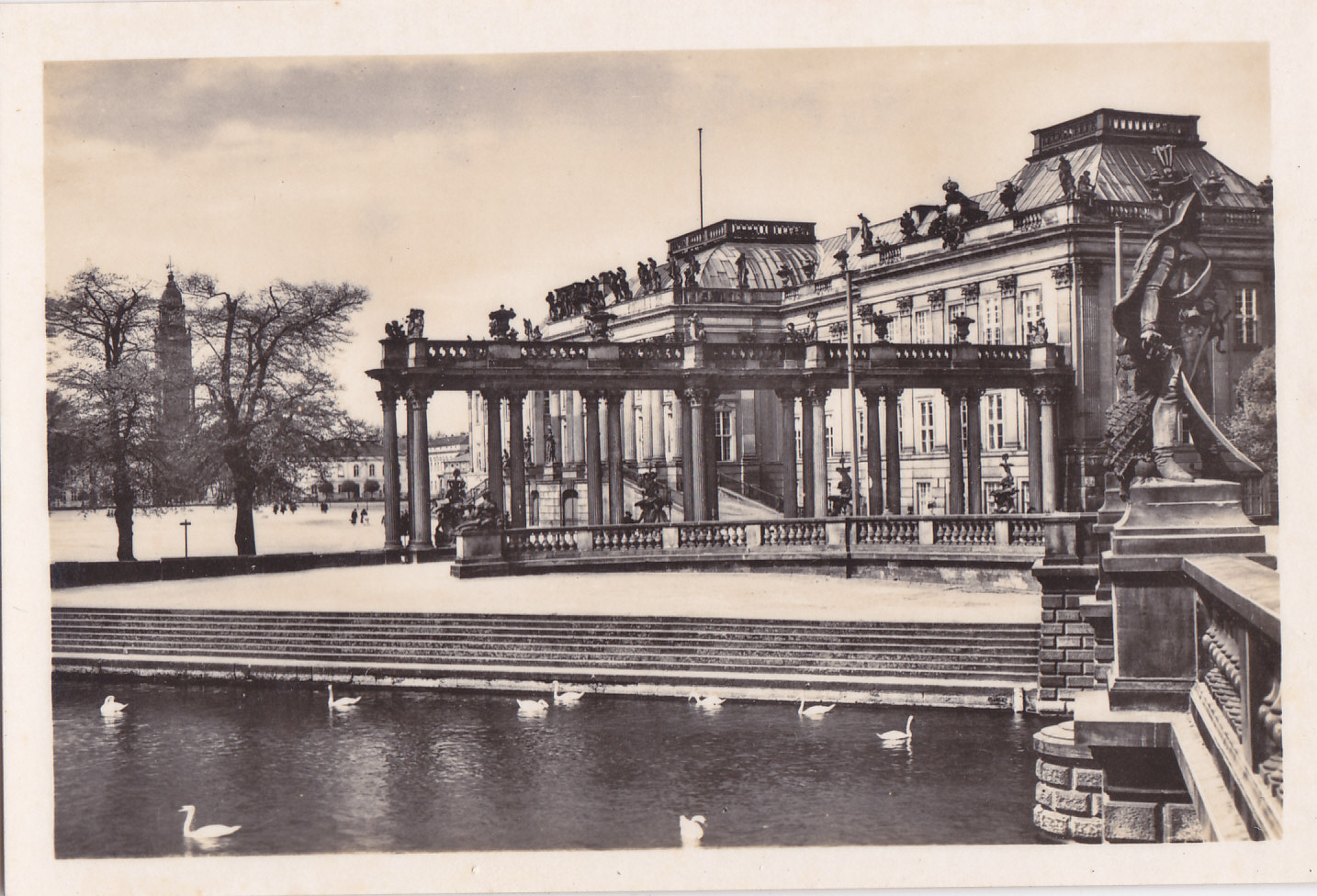
Fechterkolonnade zwischen Stadtschloss und Havel, vor 1945
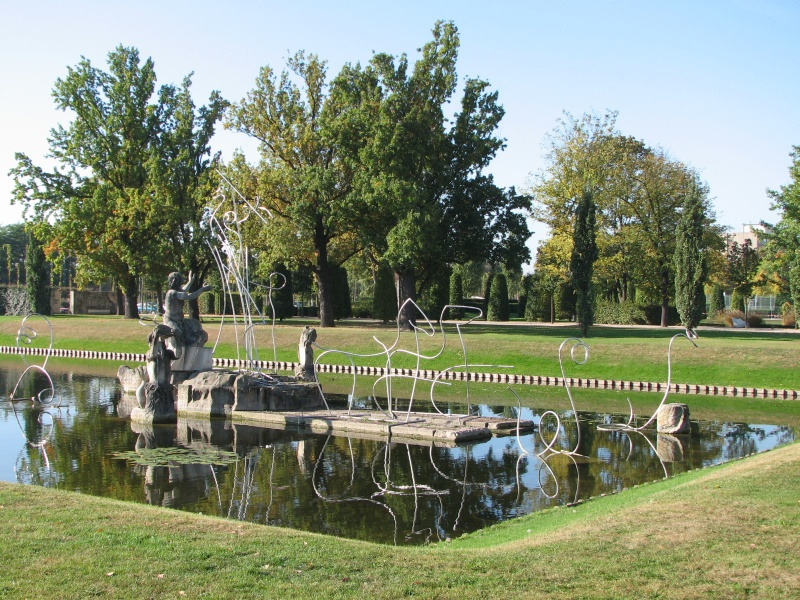
Neptunbassin im Lustgarten